# Ingatestone
Ingatestone est un village de l'Essex en Angleterre, à 32 km au nord-est de Londres.
Sa population est d'environ 5 000 habitants.
Le village a été fondé à l'époque des saxons.